# Chroicocephalus bulleri
La gaviota maorí (Chroicocephalus bulleri), es una especie de ave charadriforme de la familia Laridae. Se encuentra sólo en Nueva Zelanda.

## Taxonomía
Como es el caso con muchas gaviotas, tradicionalmente se ha colocado en el género Larus, pero ahora se considera dentro del género Chroicocephalus. El holotipo de la especie se encuentra en la colección del Museo de Nueva Zelanda Te Papa Tongarewa en Wellington.

## Descripción
La gaviota maorí es un ave de color claro, las alas son de color gris claro con pequeñas cantidades de negro en los extremos. Tiene pico largo y delgado de color negro, con el interior rojo brillante, las patas negras rojizas y ojos blancos con el anillo ocular rojo. Las aves jóvenes tiene el pico de color carne con la punta oscura y ojos de color marrón oscuro. Las aves juveniles de la gaviota pico rojo muestran patas y picos oscuros similares y pueden ser fácilmente confundidos con esta especie.

## Distribución y hábitat

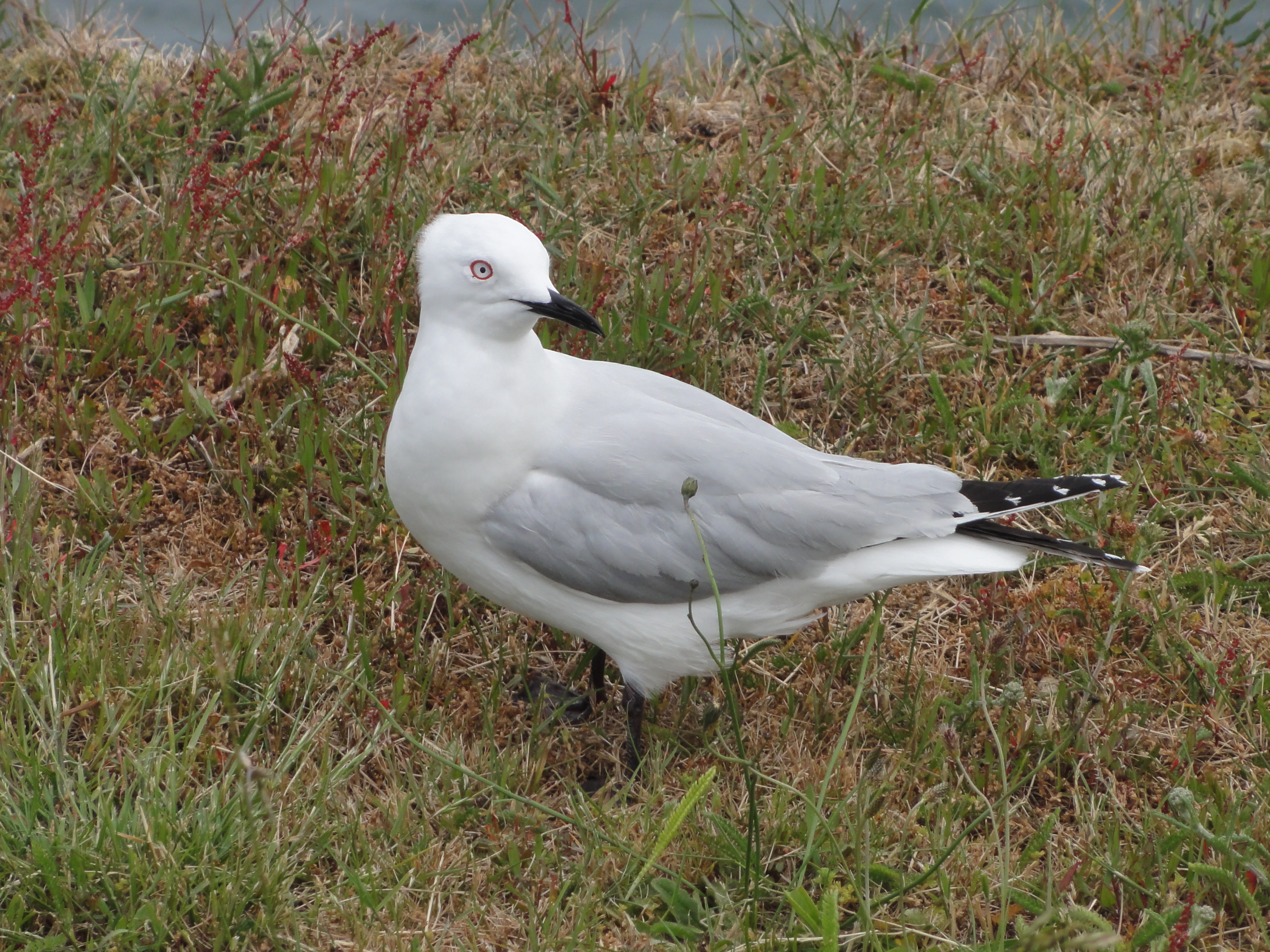
Adulto en el lago Taupo

La especie es endémica de Nueva Zelanda. Su hábitat natural son los ríos, lagos y marismas de agua dulce, costas arenosas, pastizales y zonas urbanas. Está amenazada por la pérdida de hábitat. Alrededor del 78 % de la población se reproduce en la región de Southland en el extremo meridional de la Isla Sur, sobre todo al lado de los ríos Mataura, Oreti, Aparima y Waiau. En la Isla del Norte, los criaderos son típicamente bancos de arena, márgenes de los lagos y planicies en la orilla de los ríos. Se alimenta de peces, de invertebrados en ecosistemas terrestres, de agua dulce y marinos, también visitas tierras de cultivo.

## Estado
La gaviota maorí ha mostrado un marcado descenso en los números desde 1980. Un censo en 1996 mostró 48 000 nidos lo que equivaldría a unos 96 000 individuos maduros. El ave se enfrenta a amenazas de diversos depredadores que se alimentan de huevos y polluelos. Estos incluyen ratas marrones, comadrejas, erizos y gatos salvajes. Las colonias de anidación son perturbadas por los humanos, la modificación del curso de los ríos a través de dragado o extracción de grava también ha impactado en las poblaciones. Por estas razones, la UICN ha clasificado a la especie como "en peligro de extinción".